# Xã Elm River, Quận Traill, Bắc Dakota
Xã Elm River (tiếng Anh: Elm River Township) là một xã thuộc quận Traill, tiểu bang Bắc Dakota, Hoa Kỳ. Năm 2010, dân số của xã này là 32 người.